# Chantecler (pomme)
Pour les articles homonymes, voir Chantecler.

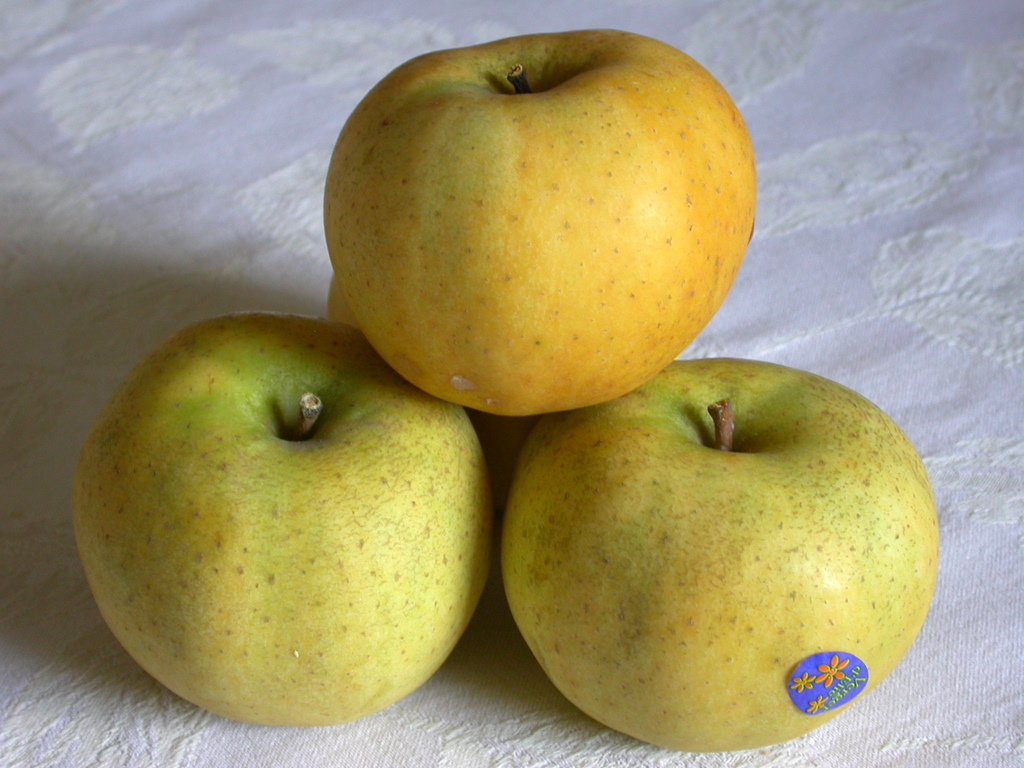
Pommes Chantecler

Chantecler est le nom d'un cultivar de pommier domestique.
Nom botanique : Malus domestica Borkh 'Chantecler'.

## Origine
'Chantecler' - Belchard a été mise au point par l'INRA et sélectionnée pour ses qualités gustatives, parmi les nombreux croisements effectués à Angers, pour être inscrite au catalogue en 1977 comme l'une des meilleures variétés du moment. Le C.O.V. protège l'obtenteur pendant 30 ans, lui permettant un retour sur son investissement. Hybride de 'Golden Delicious', son suffixe "chard" vient du fait qu'elle comporte des gènes de 'Reinette Clochard', tout comme d'autres hybrides de Golden alors testés (ex : la 'Charden').

## Historique
- Ce cultivar est inscrit depuis 1977 au catalogue officiel des espèces et variétés de plantes cultivées en France.
- La 'Chantecler' était protégée par un certificat d'obtention végétale (COV) depuis septembre 1981. Elle est donc librement reproductible depuis 2011. Auparavant, il fallait acheter des plants à un pépiniériste, qui s’acquittait d'une redevance auprès du propriétaire du COV.

Pendant tout ce temps, de nouveaux cultivars, souvent plus résistants aux maladies, sont apparus et la 'Chantecler' a perdu de son intérêt tant pour un jardin familial que pour un producteur.

## Parenté
Pedigree : cet cultivar a été créé par hybridation entre 'Golden Delicious' (américaine) et 'Reinette Clochard' (française), dans l'objectif d'allier les performances agronomiques et de conservation de la première et les qualités gustatives de la seconde. C'est un bon exemple de l'intérêt des variétés locales comme ressources génétiques.

## Description

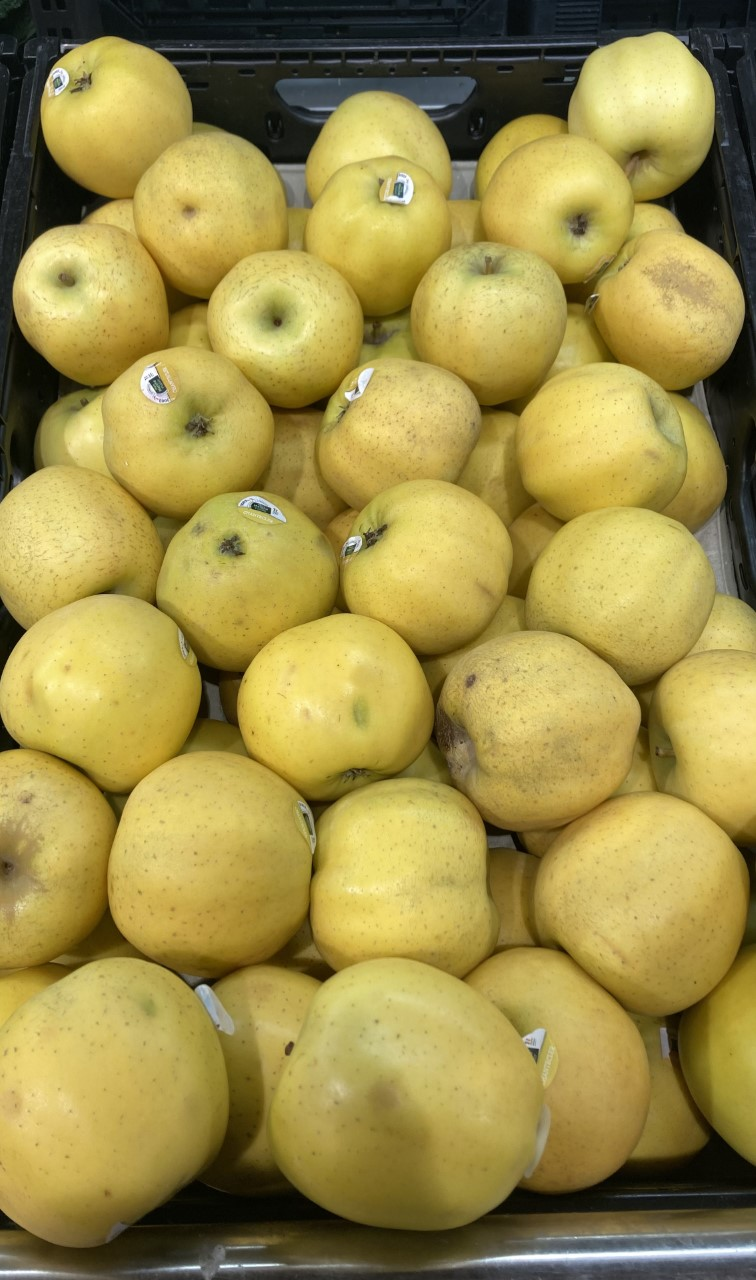
Pommes chantecler en vrac.

La pomme a une forme légèrement aplatie et une robe très caractéristique, jaune d'or, un peu rugueuse parsemée de lenticelles qui lui donnent un aspect rustique.
- Qualités organoleptiques: Sa chair ferme et fondante dégage une saveur à la fois sucrée et acidulée et surtout très aromatique. Les tests de dégustation la placent souvent en très bonne position aussi bien en pomme à couteau qu'en pomme à cuire.

## Maladies
Le cultivar est moyennement sensible au chancre, à l'oïdium, au feu bactérien et à la tavelure. Cette susceptibilité aux maladies en fait une variété pour culture industrielle ne convenant pas bien aux petits jardins familiaux où les traitements chimiques ne sont pas systématiques.

## Culture
Le cultivar est de vigueur forte mais fleurit tardivement, ce qui en fait un bon candidat pour les régions froides. De mise à fruit rapide, il est très productif. Porte-greffes recommandés : Pajam 1, Nakb T337, M.9, M.26; (M.106 déconseillé). 
Il est pollinisé par 'Golden Delicious', 'Gala', 'Granny Smith', 'Elstar', 'Reine des reinettes'.
'Chantecler' réalise naturellement de nombreuses extinctions et nécessite donc peu ou pas de taille mais ce cultivar nécessite, en revanche, une arcure importante.
On récolte la 'Chantecler' début octobre et elle peut être consommée (si conservée au froid) jusqu'à juin.
La 'Chantecler' ne présente aucun intérêt pour les petits jardins familiaux où les traitements chimiques ne sont pas systématiques car il existe de nombreuses descendantes de Golden Delicious plus résistantes aux maladies.

## Belchard
Les pommes issues du cultivar 'Chantecler' étaient vendues sous le nom commercial de Belchard. Depuis que ce cultivar est tombé dans le domaine public, elles sont commercialisées, quasi exclusivement en France, sous le nom plus vendeur de 'Chantecler'.
Le code price look-up (PLU) du fruit : 3339 (S'il commence par un 3, c'est qu'il a été cultivé de manière conventionnelle (avec engrais et pesticides).